# Ninetis toliara
Ninetis toliara là một loài nhện trong họ Pholcidae. Loài này được phát hiện ở Madagascar.